# لاري دير
لاري دير (بالإنجليزية: Larry Dwyer)‏ هو لاعب اتحاد الرغبي أسترالي، ولد في 2 فبراير 1884 في أورانج في أستراليا، وتوفي بنفس المكان في 1 أغسطس 1964.